# Susqueda
Susqueda es un municipio español de la provincia de Gerona, Cataluña. Perteneciente a la comarca de la Selva, cuenta con una población de 97 habitantes (INE 2024).

## Ubicación
El municipio, situado al noroeste de la comarca y en el límite con las de Osona y la Garrocha, es atravesado por el río Ter, que en el término municipal forma el embalse de Susqueda. La capital municipal es Sant Martí Sacalm. Incluye también los núcleos de población de El Coll, El Far y Susqueda, que da nombre al municipio.

## Demografía
Susqueda cuenta con una población de 97 habitantes (INE 2024).

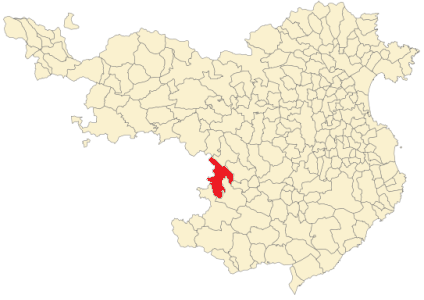
Situación de Susqueda en la provincia de Gerona

| Gráfica de evolución demográfica de Susqueda entre 1842 y 2021 |
| |
| Población de derecho según los censos de población del INE Población de hecho según los censos de población del INEEntre el censo de 1857 y el anterior, crece el término del municipio porque incorpora a San Martín Sacalm |

## Economía
La principal fuente económica es la producción de energía hidroeléctrica en el pantano de Susqueda.
También hay actividades de agricultura, ganadería y diferentes ofertas de alojamiento rural y restaurantes.

## Historia
La presa de Susqueda se construyó para generar electricidad, llevar agua a la ciudad de Barcelona y como reserva de agua. El núcleo antiguo del pueblo se encuentra sumergido bajo las aguas del pantano a más de 130 metros de profundidad. Debido a ello actualmente Susqueda se compone de tres núcleos: El Coll, Sant Martí Sacalm y El Far. La orografía complicada del territorio separa de una forma muy contundente los tres núcleos, el pantano y el risco del Far complican los desplazamientos entre los vecindarios.

## Lugares de interés
- Santuario del Far.
- Pantano de Susqueda.
- Visita a la Sala de las columnas de la presa de Susqueda[3]